# ヤーセル・アル＝モサイレム
ヤーセル・アル＝モサイレム（アラビア語: ياسر المسيليم、Yasser Al-Mosailem、1984年2月27日-）はサウジアラビア・アハサー出身のサッカー選手。ジッダ・クラブ所属。ポジションはGK。元サウジアラビア代表。

## 経歴

### クラブ
アル・アハリ・ジッダの下部組織から所属しており、2005年にトップチームに昇格した。
2023年9月15日、現役引退を発表した。
2024年8月10日、ジッダ・クラブへ加入が発表された。1年半ぶりの現役復帰となる。

### 代表
AFCアジアカップ2007の準優勝メンバー。同大会では6試合すべてに出場した。
2018年5月1日、サウジアラビア代表の予備登録メンバーに選出され、6月4日には23名の本大会行きのメンバーに選ばれた。第3戦エジプト戦で先発出場し、2ｰ1の勝利に貢献したがチームは敗退した。

## 代表歴

### 出場大会
- サウジアラビア代表
  - 2018 FIFAワールドカップ

### 試合数
- 国際Aマッチ 34試合 0得点（2006年-2018年）[5]

| サウジアラビア代表 | 国際Aマッチ | 国際Aマッチ |
| 年                 | 出場        | 得点        |
| ------------------ | ----------- | ----------- |
| 2006               | 3           | 0           |
| 2007               | 15          | 0           |
| 2008               | 1           | 0           |
| 2009               | 1           | 0           |
| 2010               | 0           | 0           |
| 2011               | 0           | 0           |
| 2012               | 2           | 0           |
| 2013               | 0           | 0           |
| 2014               | 0           | 0           |
| 2015               | 0           | 0           |
| 2016               | 5           | 0           |
| 2017               | 4           | 0           |
| 2018               | 3           | 0           |
| 通算               | 34          | 0           |